# Ланда, Александр Фёдорович
Александр Фёдорович (Фишелевич) Ла́нда (1903—1960) — советский учёный, инженер.

## Биография

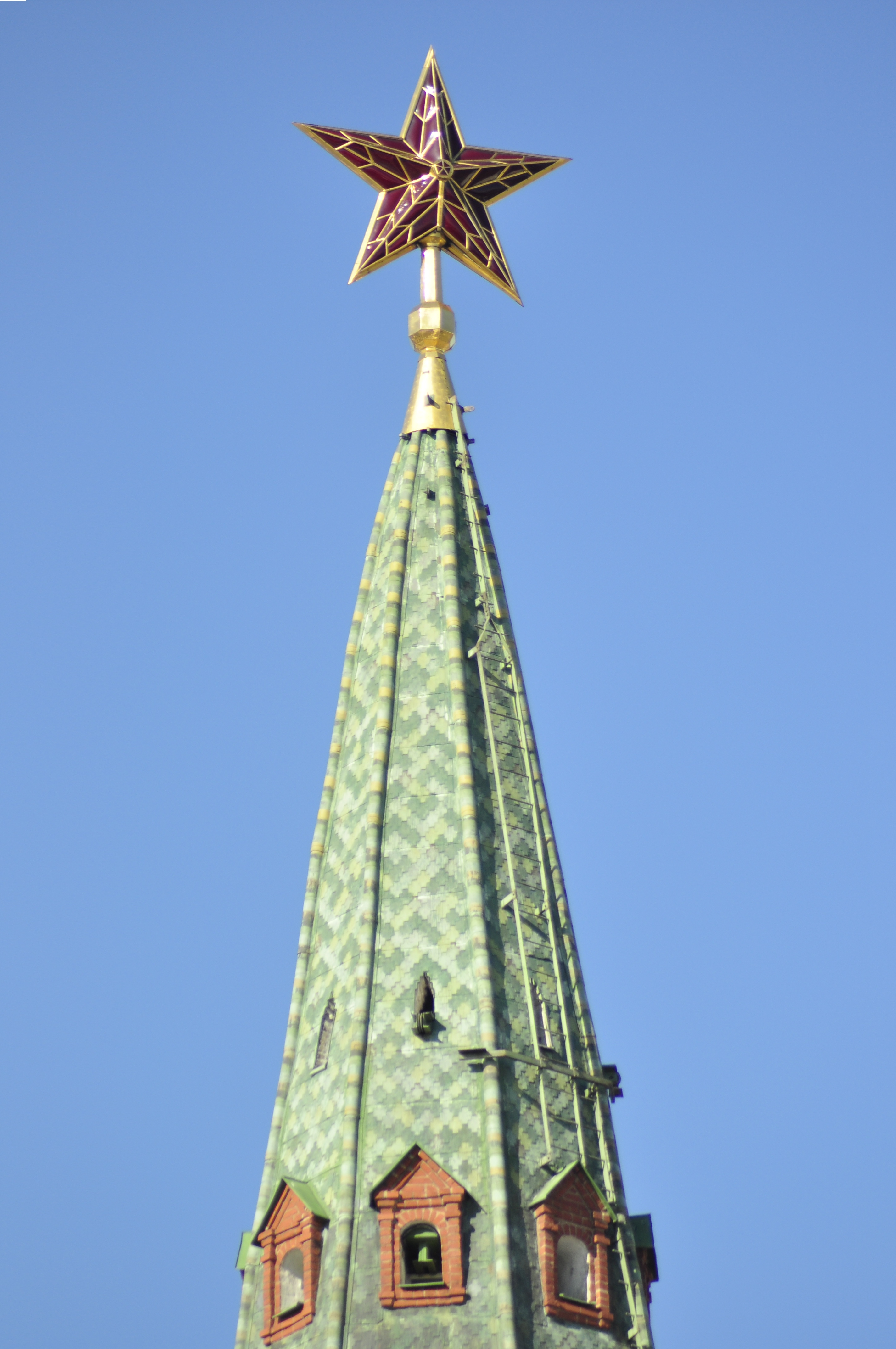

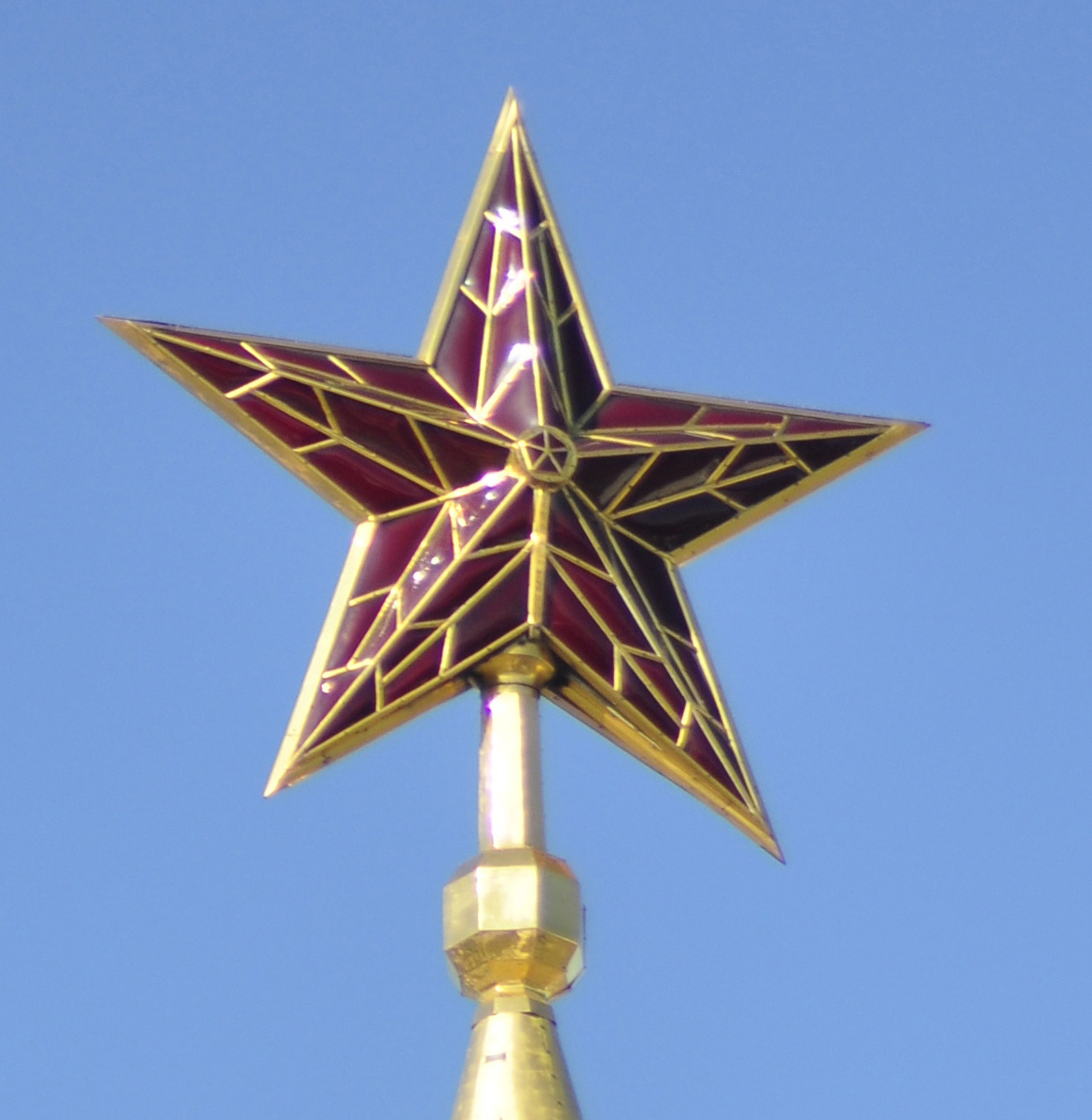
Звезда, 1937 год

Александр Фёдорович Ланда родился в 1903 году.
С 1925 года работал на Люберецком Машиностроительном заводе имени А. В. Ухтомского и одновременно учился в МГА, которую окончил в 1929 году.
В 1937 году выполнял обязанности Главного инженера по разработке конструкции и установке Рубиновых звезд, спроектированных академиком Ф. Ф. Федоровским для башен Московского Кремля.
В годы Великой Отечественной войны был главным металлургом Наркомата боеприпасов. И. В. Сталин в письме к Александру Фёдоровичу писал: «Примите мой привет и благодарность за Вашу заботу о вооруженных силах Красной Армии».
С 28 ноября 1944 года по 25 мая 1948 года — Александр Фёдорович Ланда ректор Московского механического института боеприпасов (до 16.1.1945), затем — ректор Московского механического института (МИФИ). 
Автор научных работ по металловедению.
Со дня основания Московского механического института боеприпасов и до мая 1948 года А. Ф. Ланда заведовал кафедрой металловедения и металлургии. Ректор МИФИ. Доктор технических наук (1941), профессор.
Умер в 1960 году. Похоронен в Москве на Новом Донском кладбище.
Жена — Елизавета Марковна Ортенберг, сын — Вадим Ланда (1930—1968).

## Награды и премии
- Сталинская премия третьей степени (1943) — за разработку нового метода производства боеприпасов, значительно ускоряющего процесс производства

## Библиографическая справка
- Гончаренко В. С. Московский Кремль. Стены и башни. Путеводитель. М.: ГИКМЗ «Московский Кремль», «Арт-Курьер», 2001. — 96 с.
- Ланда Александр Фёдорович, —РЕЭ, — М., — «Эпос», — 1994.
- Ланда А. Ф., Чугун повышенного качества и литье боеприпасов. (предисл. акад. Н. Т. Гудцова), М., ОБОРОНГИЗ, 1945, 252 стр., илл., тир. 4000 экз.
- Ланда А. Ф., Графитизация чугуна. М., Машгиз, 1946.
- Металловедение, Современные методы азотирования чугуна, Под редакцией доктора технических наук А. Ф. Ланды, М., Машгиз, 1955.
- Ланда А. Ф., Кунявский М. Н., Виды чугуна и их свойства. М., 1956.
- Ланда А. Ф., Основы получения чугуна повышенного качества: состав, структура, термообработка. М., МАШГИЗ, 1960, 238 стр.
- Ланда А. Ф., Баринов Н. А. Технология металлов. М., Металлургиздат, 1963.